# げんきいっぱい
『げんきいっぱい』は、ロックバンド・ヤバイTシャツ屋さんのメジャー3枚目（通算6枚目）のシングル。2018年5月16日にユニバーサルシグマよりリリースされた。

## 解説
前作からおよそ8か月ぶりのシングル。岡崎体育による『鬼POP激キャッチー最強ハイパーウルトラミュージック』のMixを含め、全4曲収録している。
通常盤、初回限定盤、完全生産限定盤の3形態でリリースされている。初回限定盤には『ヤバイＴシャツ屋さんのげんきいっぱいツアー』のDVDが付属しており、完全生産限定盤には先述のDVDとタオルの両方が付属している。通常盤、初回限定盤、完全生産限定盤3形態ともにパッケージはデジパック仕様となっている。

## 収録曲
全作詞・作曲：こやまたくや
1. 鬼POP激キャッチー最強ハイパーウルトラミュージック
モード学園（東京・大阪・名古屋）TVCMソング[3]
2. かかとローラー
こやまの実話から生まれた楽曲[6]
3. ざつにどうぶつしょうかい
4. 鬼POP激キャッチー最強ハイパーウルトラミュージック（岡崎体育 remix）